# チャレンジステークス (ニュージーランド)
チャレンジステークス（Challenge Stakes）はニュージーランドのヘイスティングス競馬場で開催される芝1400メートルの競馬の競走である。グループ制ではG1に類される。出走条件は3歳以上馬。
毎年9月に施行され、2003年にG2からG1に格上げされて以来、ニュージーランドの競馬シーズン最初のG1競走として知られる。
1991年にG3のラッセルズ・トーシバTVステークスとして創設。1993年のみラッセルズ・アカイTVステークスとして開催。1994年にG2に昇格、レース名もエネルコステークスに改称。
1998年からはマッジウェイステークス、2011年からはチャレンジステークス、2017年からはタージノトロフィーに改称した。

## 歴代優勝馬
- 2024 Grail Seeker[1]
- 2023 Skew Wiff[2]
- 2022 Dark Destroyer[3]
- 2021 Callsign Mav [4]
- 2020 Callsign Mav[5]
- 2019 Melody Belle[6]
- 2018 Melody Belle[7]
- 2017 Close Up [8]
- 2016 Kawi[9]
- 2015 Kawi[10]
- 2014 I Do[11]
- 2013 Survived
- 2012 Ocean Park
- 2011 Mufhasa
- 2010 Keep The Peace
- 2009 Tavistock
- 2008 Fritzy Boy
- 2007 Seachange
- 2006 Seachange
- 2005 Xcellent
- 2004 Starcraft
- 2003 Miss Potential
- 2002 Sunline
- 2001 Fritz
- 2000 Cent Home